# Wilhelm Schaeffner
Wilhelm Peter Schaeffner (* 29. Januar 1815 in Frankfurt am Main; † 14. Januar 1897 ebenda) war ein deutscher Politiker, Jurist, Rechtsanwalt in Frankfurt am Main und einer der Vorreiter der modernen kollisionsrechtlichen Wissenschaft.
Nach rechtswissenschaftlichen Studien in Bonn und Heidelberg, wo er 1835 promoviert wurde, erfolgte 1836 die Zulassung Schaeffners als Advokat in seiner Heimatstadt. Obwohl er sich schriftstellerisch mehrheitlich ausländischem Recht und der Rechtsgeschichte widmete, gelangte Schaeffner zu wissenschaftlicher Bekanntheit durch sein mit sechswundzwanzig Jahren veröffentlichten Werk „Entwicklung des internationalen Privatrechts“, in dem er für die Wissenschaft von der Kollision der Gesetze erstmals den Begriff „internationales Privatrecht“ verwendete, der sich seither auch im außer-amerikanischen Schrifttum durchgesetzt hat. Schaeffner, der bei Fehlen positiver Gesetze Rechtsverhältnisse nach den Gesetzen des Ortes beurteilen wollte, „wo diese existent geworden sind“, setzte an Stelle der überkommenen Statutentheorie bereits das einzelne Rechtsverhältnis" (für das Karl Friedrich von Savigny später den „Sitz“ bestimmte), „sah damit bereits das Wesentliche“ und wurde mithin zu einem der Vorreiter der modernen IPR-Wissenschaft.
Am 25. Oktober 1848 wurde er in die Constituierende Versammlung der Freien Stadt Frankfurt gewählt. 1849 erklärte er seinen Mandatsverzicht. 1850 bis 1851 gehörte er dem Gesetzgebenden Körper an.